# گرین ریج (ویرجینیای غربی)
گرین ریج (به انگلیسی: Green Ridge) یک منطقهٔ مسکونی در ایالات متحده آمریکا است که در شهرستان مورگان، ویرجینیای غربی واقع شده‌است.